# Brachaspis nivalis
Brachaspis nivalis är en insektsart som först beskrevs av Frederick Wollaston Hutton 1897.  Brachaspis nivalis ingår i släktet Brachaspis och familjen gräshoppor. Inga underarter finns listade i Catalogue of Life.